# Форсберг, Антон
Антон Форсберг (швед. Anton Forsberg; род. 27 ноября 1992, Хернёсанд) — шведский хоккеист, вратарь клуба «Лос-Анджелес Кингз».

## Карьера

### Клубная
На драфте НХЛ 2011 года он был выбран в 7-м раунде под общим 188-м номером клубом «Коламбус Блю Джекетс». Он продолжил свою карьеру на родине, играя за клуб «МОДО», после двух сезонов в молодёжной команде, он начал играть за основную команду, за которую провёл 15 матчей.
После завершения сезона в Швеции отправился в Севрную Америку, где 28 мая 2013 года подписал с «Коламбусом» трёхлетний контракт новичка и был отправлен в фарм-клуб команды «Спрингфилд Фэлконс». В сезоне 2014/2015 он стал одним из творцов успеха достижения команды, «соколы» одержали 11 побед подряд, а сам Форсберг сыграл в 10 матчах. Дебютировал в НХЛ 1 ноября 2014 года в матче против «Нью-Джерси Девилз», матч завершился победой «Девилз» со счётом 3:2.
В новом сезоне он продолжил карьеру в «Кливленд Монстерз», которая стала обладателем Кубке Колдера. 17 июня 2016 года продлил контракт с «Коламбусом» на один год.
По окончании сезона был обменян вместе с Брэндоном Саадом в «Чикаго Блэкхокс». 26 июня 2017 года подписал с «Чикаго» двухлетний контракт.
24 июня 2019 годы был обменян в «Каролину». Став по окончании сезона свободным он был членом команды «Эдмонтон Ойлерз» и «Виннипег Джетс», за которые ни разу играл, пока в марте 2021 года его не забрала «Оттава Сенаторз». 5 мая 2021 года продлил контракт с «Оттавой» на один год.
21 марта 2022 года продлил контракт с «Сенаторз» на три года.

### Международная
В составе молодёжной сборной Швеции стал чемпионом мира, играя в качестве резервного вратаря на МЧМ-2012; на турнире сыграл 2 игры.